# SN 2005gj
SN 2005gj – supernowa typu Ia-pec odkryta 14 października 2005 roku w galaktyce A030111-0033. Jej maksymalna jasność wynosiła 17,35m.
Prawdopodobna nowa kwarkowa.